# Sasserides (cràter)
Sasserides són les restes d'un cràter d'impacte situat a la part sud de la Lluna. Es troba a menys d'un diàmetre al nord del prominent cràter Tycho, i a l'oest d'Orontius. Al nord hi ha el cràter Ball.

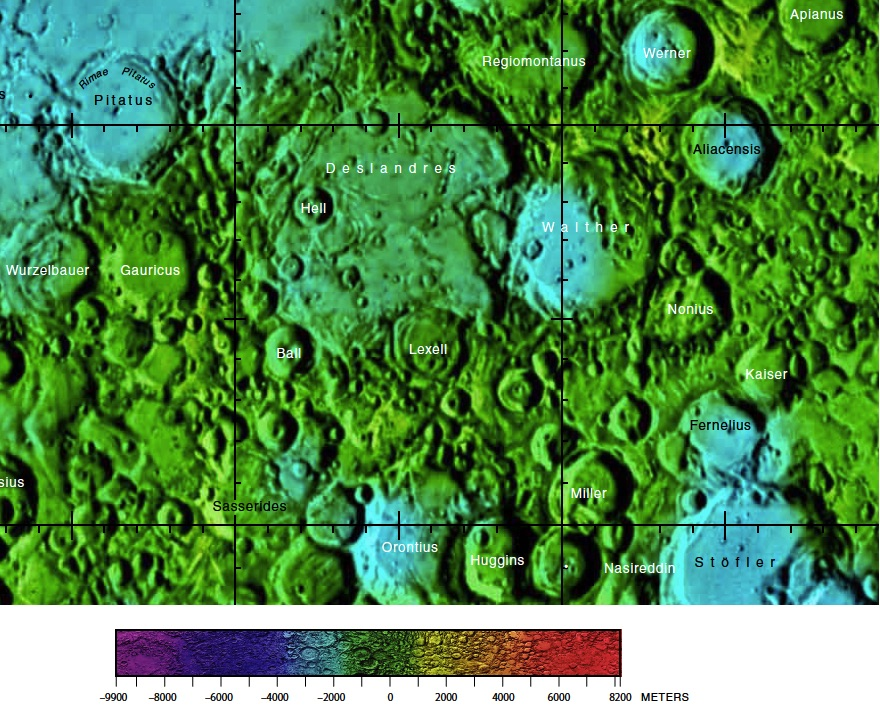
Localització de Sasserides (inferior esquerra de la imatge)
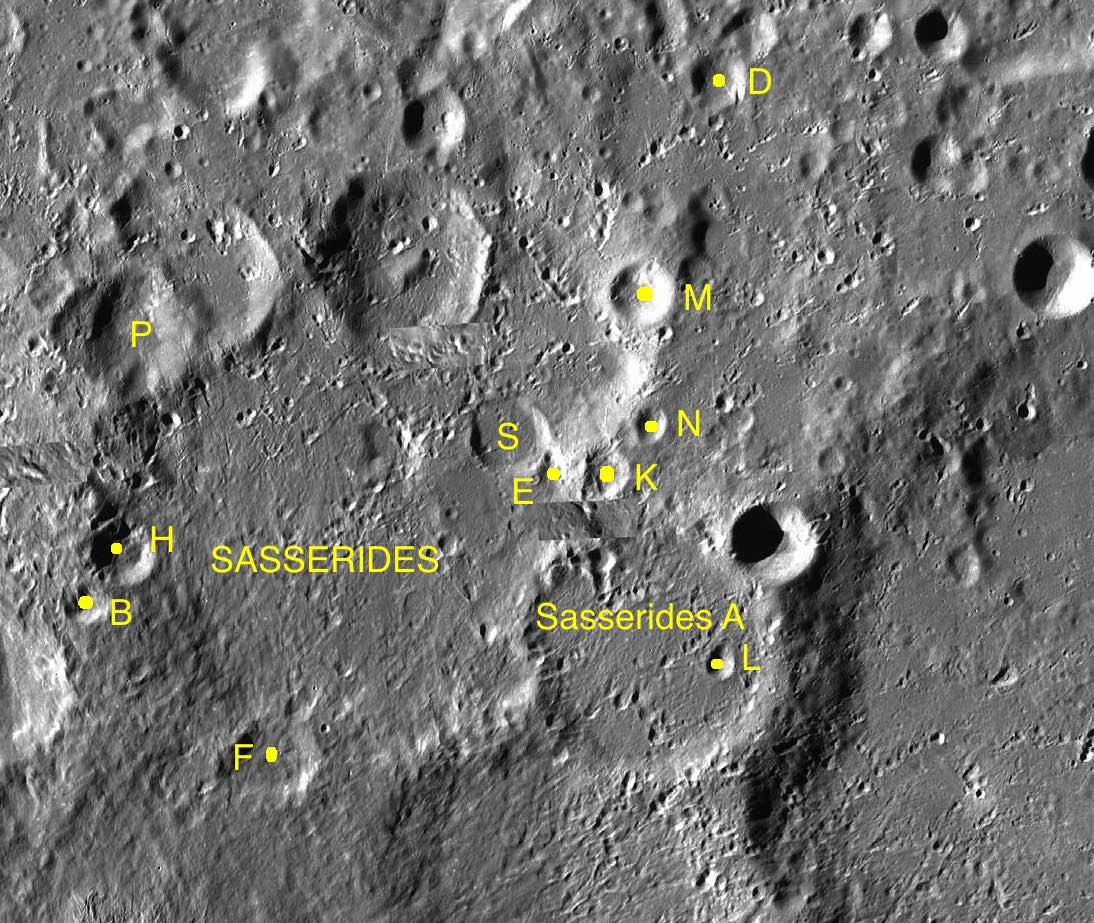
Cràters satèl·lit
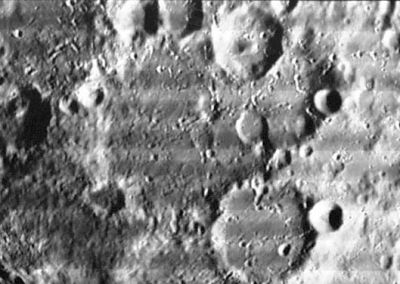
Fotografia de la missió Lunar Orbiter 4

Aquesta formació ha estat tan desfigurada per la intensitat dels impactes rebuts, que amb prou feines és reconeixible com un cràter. Només es conserva una secció curta de la vora al costat sud-oest, i la resta ha desaparegut a causa de la superposició d'altres elements o per l'efecte d'impactes de dimensions variades. El més notable conjunt d'aquests impactes és el format per l'arc de cràters que envolta la vora nord del cràter principal, integrat per Sasserides S, E, K, N i M.
El cràter posseeix un pic central baix al punt mig. El sòl interior és fins i tot una mica més anivellat que el terreny circumdant, encara que té una curta cadena de cràters desgastats a la meitat est.

## Cràters satèl·lit
Per convenció aquests elements són identificats en els mapes lunars posant la lletra en el costat del punt central del cràter que està més proper a Sasserides.
| Sasserides | Coordenades                          | Diàmetre |
| ---------- | ------------------------------------ | -------- |
| A          | 39° 54′ S, 7° 00′ O / 39.9°S,7.0°O   | 48 km    |
| B          | 39° 30′ S, 11° 12′ O / 39.5°S,11.2°O | 9 km     |
| D          | 36° 42′ S, 6° 30′ O / 36.7°S,6.5°O   | 11 km    |
| E          | 38° 54′ S, 7° 42′ O / 38.9°S,7.7°O   | 8 km     |
| F          | 40° 30′ S, 9° 54′ O / 40.5°S,9.9°O   | 16 km    |
| H          | 39° 12′ S, 10° 54′ O / 39.2°S,10.9°O | 12 km    |
| K          | 39° 00′ S, 7° 24′ O / 39.0°S,7.4°O   | 8 km     |
| L          | 40° 00′ S, 6° 36′ O / 40.0°S,6.6°O   | 5 km     |
| M          | 37° 54′ S, 7° 06′ O / 37.9°S,7.1°O   | 11 km    |
| N          | 38° 42′ S, 7° 00′ O / 38.7°S,7.0°O   | 7 km     |
| P          | 38° 00′ S, 10° 42′ O / 38.0°S,10.7°O | 21 km    |
| S          | 38° 42′ S, 8° 00′ O / 38.7°S,8.0°O   | 15 km    |